# حشره‌خوار بیتس
 حشره‌خوار بیتس (نام علمی: Crocidura batesi) نام یک گونه از سرده حشره‌خوارهای دندان‌سفید است.